# Grendelius
Il grendelio (gen. Grendelius) è un rettile marino estinto, appartenente agli ittiosauri. Visse nel Giurassico superiore (Kimmeridgiano - Titoniano, circa 155 - 145 milioni di anni fa) e i suoi resti fossili sono stati ritrovati in Inghilterra e in Russia.

## Descrizione
Questo ittiosauro era lungo circa 4 metri, e possedeva un cranio massiccio con lunghe mascelle robuste armate di grossi denti acuminati, e occhi relativamente piccoli. Differiva da altri animali simili per la presenza di processi ossei lungo i bordi dorsali delle narici, una premascella che si sovrapponeva esternamente e una profonda concavità del bordo dorsale dell'osso lacrimale, che andava a completare il bordo ventrale delle narici esterne. Grendelius possedeva un'interclavicola simile a quella di Cryopterygius e differiva da Sveltonectes e forme simili nella forma robusta del cranio e nei grandi denti. L'assenza del sesto dito e la particolare disposizione delle ossa delle zampe anteriori distingueva Grendelius dall'assai simile Brachypterygius, con il quale è stato a lungo confuso.

## Classificazione
La specie tipo Grendelius mordax venne descritta per la prima volta nel 1976 da Christopher McGowan, che la istituì sulla base di un esemplare incompleto ma dotato di cranio rinvenuto nella Kimmeridge Clay dell'Inghilterra. Successivamente, vari studi hanno attribuito questa specie al genere Brachypterygius (McGowan, 1997; McGowan e Motani, 2000; Maisch, 2010). Ricerche più recenti hanno riconsiderato Grendelius come un genere a sé stante, attribuendogli altre specie provenienti dalla Russia: G. zhuralevi, G. pseudoscythicus e G. alekseevi, precedentemente ritenute appartenere ad altri generi di ittiosauri (Zverkov et al., 2015). Altri fossili attribuibili al genere con qualche dubbio sono stati ritrovati in Messico (Buchy e Oliva, 2009).
Grendelius è un rappresentante degli oftalmosauridi, un gruppo di ittiosauri specializzati, tipici della parte finale del Giurassico e della prima parte del Cretaceo.